# Spettri (film 1915)
Spettri (Ghosts) è un film del 1915, diretto da George Nichols e (probabilmente) John Emerson, basato sull'opera teatrale omonima di Henrik Ibsen del 1881.

## Trama
Il capitano Arling, durante un festino nel suo casino di caccia, amoreggia con Johanna, incurante della presenza del marito di lei, e lo stesso fa nel corso del banchetto delle sue proprie nozze – stipulate per convenienza economica di entrambi i partiti - con Helen Nordje, che troppo tardi viene a scoprire che suo marito è un incurabile beone e donnaiolo. In più, il medico di famiglia degli Arling aveva più volte ammonito il capitano e ogni altra persona interessata che un suo matrimonio avrebbe potuto avere conseguenze assai negative per la prole, affetto com'era da una probabile malattia ereditaria a trasmissione maschile. Niente da fare, il denaro ha avuto la meglio.
Helen chiede aiuto al suo ex-fidanzato, e ora consigliere spirituale, il giovane pastore Manders, che – in ottemperanza alla morale corrente - le suggerisce di attenersi ai "doveri coniugali" e di "portare la propria croce" rimanendo col marito, per quanto dissoluto possa essersi dimostrato.
Arling e Helen hanno un figlio, Oswald. Anche Johanna concepisce la figlia Regina. I due bambini diventano ben presto amici. Quando Regina (e Oswald) hanno 8 anni, Johanna muore. Il medico – lo stesso medico degli Arling – raccoglie dalle mani della defunta un biglietto destinato al capitano, in cui ella gli rende noto che Regina è figlia di lui. Il dottore non ne fa menzione con nessuno. Helen decide di allontanare il figlio dalla mala influenza del padre (che lo aveva iniziato, in tenera età, al consumo di alcolici) affidandolo ad un collegio. Alla fine anche il capitano Arling muore.
15 anni dopo, Oswald, a Parigi, sta avendo un certo successo come pittore. Nello stesso tempo è sempre più sovente colto da strani malori. Torna a casa, reincontra Regina, e i due vogliono sposarsi. Il dottore fa appena in tempo ad intervenire, in chiesa, per scongiurare l'unione incestuosa: mostra agli sposi e ai loro famigliari, sconcertati, il biglietto di Johanna.
La salute di Oswald va rapidamente deteriorandosi, nel fisico e nella mente. In seguito a uno dei suoi accessi, una sera, del tutto inconsapevole delle proprie azioni, giunge ad appiccare il fuoco alla chiesa locale. Tornato a casa dalla madre, dopo il rogo, angosciato dalla piega che la sua vita potrebbe prendere essendo in preda ad una tara ereditaria che non è in suo potere controllare, nasconde una boccetta di veleno in un contenitore sul caminetto. Più avanti viene colto da una crisi che si dimostrerà esiziale. Helen esce di casa in cerca di soccorsi. Oswald si trascina verso il caminetto, in cerca del veleno col quale togliersi la vita. Non fa in tempo ad ingerirlo: Helen e Manders lo trovano esanime a terra, con la boccetta in mano.

## Produzione
Il film segue essenzialmente le linee conduttrici del dramma di Ibsen. Le principali differenze con esso sono: i personaggi del capitano Arling e del medico di famiglia, totalmente assenti nell'opera teatrale originale; il fatto che Helen venga a conoscenza della paternità di Regina solo quando il medico la rende nota, laddove in Ibsen ella è la prima e la sola ad esserne edotta – dal che si sviluppa buona parte della carica drammatica; le boccette di veleno (morfina, in overdose) sono in mano di Helen quando, nel dramma, cala il sipario, senza che si sappia le somministrerà o no al figlio ormai demente (la problematica dell'eutanasia, ben presente nel testo del drammaturgo norvegese, viene in tal modo ad essere evitata nel film).
Gli interni sono stati girati ai Reliance-Majestic Studios di Hollywood. L'attore e regista svedese Erich von Stroheim figura (non nominato nei titoli) per qualche secondo nel film, e risulta nel cast come costumista.
La pellicola, per l'uscita statunitense, consisteva di 5 rulli per una lunghezza complessiva di 1500 metri. Copie della pellicola sono conservate presso la Biblioteca del Congresso di Washington, la George Eastman House di Rochester (stato di New York), il BFI/National Archive di Londra  e l'UCLA Film & Television Archive di Los Angeles.
La Ibsen Society of America enumera 15 adattamenti cinematografici del dramma di Ibsen, realizzati fra il 1911 e il 2014, di cui due usciti nel 1915.

## Distribuzione
Distribuito dalla Mutual Film Company, Spettri è uscito nelle sale cinematografiche statunitensi nel giugno del 1915. Il film è stato distribuito di nuovo nel 1919, con didascalie diverse, con il titolo The Curse, dalla Exhibitor's Film Exchange.
Spettri è stato edito dalla Grapevine Video in VHS  e, nel 2011, in DVD (insieme a The Raven, sempre con Walthall). Il film è visionabile sulla piattaforma YouTube.

## Accoglienza
In Variety dell'11 giugno 1915 si legge: "Spettri è destinato a suscitare opinioni contrastanti. (…) In alcune parti del nostro paese questo film vedrà alcuni censori lavorare fino a tarda notte scrutinando ogni centimetro di pellicola, ed alcuni concluderanno che non è adatto per il pubblico. Altri recensori affermeranno che il film ha una potente morale e insegna una lezione dalla quale in specie le giovani generazioni potranno trarre durevoli benefici. (…) Non è il genere di film che i frequentatori abituali dei cinema apprezzeranno."
Secondo il settimanale Pictures and the Picturegoer del 14 agosto 1915, Spettri "è senz'altro uno dei più grandi portatori di riforma sociale che vi siano sugli schermi al giorno d'oggi. È una storia dolorosa e avvincente, magnificamente interpretata da un cast di valenti artisti, capitanato da Henry B. Walthall nel doppio ruolo di Alving e di suo figlio Oswald. Per quanto incisive ed ammirabili le sue interpretazioni fossero state nei diversi drammi e soggetti di Griffith ai quali ha preso parte come protagonista, Walthall forse non ha mai raggiunto le alte vette della sua abilità se non oggi. Il sinistro personaggio del dramma ibseniano – il padre che passa nel figlio e il figlio che a volte torna al padre – è il lavoro più acuto che l'attore abbia mai svolto per il grande schermo."
Il Motion Picture Magazine nel 1916 ha pubblicato un sondaggio realizzato fra i lettori, che hanno scelto alcuni film che secondo loro sarebbero durati nel tempo; fra questi Spettri.